# 나루터 처녀
나루터 처녀(The Girl at the Ferry Point)는 한국에서 제작된 임원직 감독의 1965년 멜로/로맨스, 드라마 영화이다. 이예춘 등이 주연으로 출연하였고 곽정환 등이 제작에 참여하였다.

## 출연

### 주연
- 이예춘
- 태현실
- 박노식
- 남궁원

## 제작진
- 조명: 장기종
- 미술: 이문현